# Brachypelma emilia
Brachypelma emilia là một loài nhện trong họ Theraphosidae. Loài nhện này có ở México và Panama.